# Субботина, Нина Николаевна (палеонтолог)
Нина Николаевна Субботина (1904—1984) — советский палеонтолог, доктор геолого-минералогических наук, профессор.

## Биография
Родилась 10 июля 1904 г. в Ялте. В 1920-е годы переехала в Ленинград, где в 1930 г. окончила биологический факультет университета.
Направлена в Нефтяной геологоразведочный институт (будущий ВНИГРИ). После начала Великой Отечественной войны назначена заместителем директора ленинградской группы НГРИ, пережила блокаду.
С 1949 по 1973 г. заведующая лабораторию микробиологии, затем микрофауны ВНИГРИ.
В 1957—1958 гг. работала в Индии над созданием микропалеонтологической лаборатории.
В 1957 г. присвоено звание профессора.
С 1973 по 1978 г. профессор-консультант ВНИГРИ. С 1978 г. на пенсии.
Умерла в 1984 г.
Награждена орденом Трудового Красного Знамени, медалью «За оборону Ленинграда». Почётный член Палеонтологического общества (1965).
Сочинения:
- Глобигериниды, ханткениниды и глобороталииды [Текст]. — Москва ; Ленинград : Гостоптехиздат. Ленингр. отд-ние, 1953. — 297 с., 1 л. табл. : ил.; 26 см. — (Труды Всесоюзного нефтяного научно-исследовательского геолого-разведочного института ВНИГРИ. Новая серия. Ископаемые фораминиферы СССР; Вып. 76).

Её имя есть в названиях: Subbotina angiporoides, Subbotina cancellata, Subbotina eocaena, Subbotina eocaenica, Subbotina finalyi, Subbotina gortanii, Subbotina hagni, Subbotina hornibrooki, Subbotina inaequispira, Subbotina incise, Subbotina linaperta, Subbotina lozanoi, Subbotina minima, Subbotina praeturritilina, Subbotina prebetica, Subbotina prolata, Subbotina pseudoeocaena, Subbotina transdanubica, Subbotina triangularis, Subbotina triloculinoides, Subbotina trivialis, Subbotina utilisindex, Subbotina velascoensis.